# Delme
Delme je francouzská obec v departementu Moselle v regionu Grand Est. V roce 2013 zde žilo 1 083 obyvatel.

## Poloha
Sousední obce jsou: Craincourt, Donjeux, Lemoncourt, Puzieux, Tincry, Viviers a Xocourt.

## Vývoj počtu obyvatel
Počet obyvatel